# Dryopteris crassirhizoma
Dryopteris crassirhizoma är en träjonväxtart som beskrevs av Takenoshin Nakai. Dryopteris crassirhizoma ingår i släktet Dryopteris och familjen Dryopteridaceae. Inga underarter finns listade.

## Bildgalleri

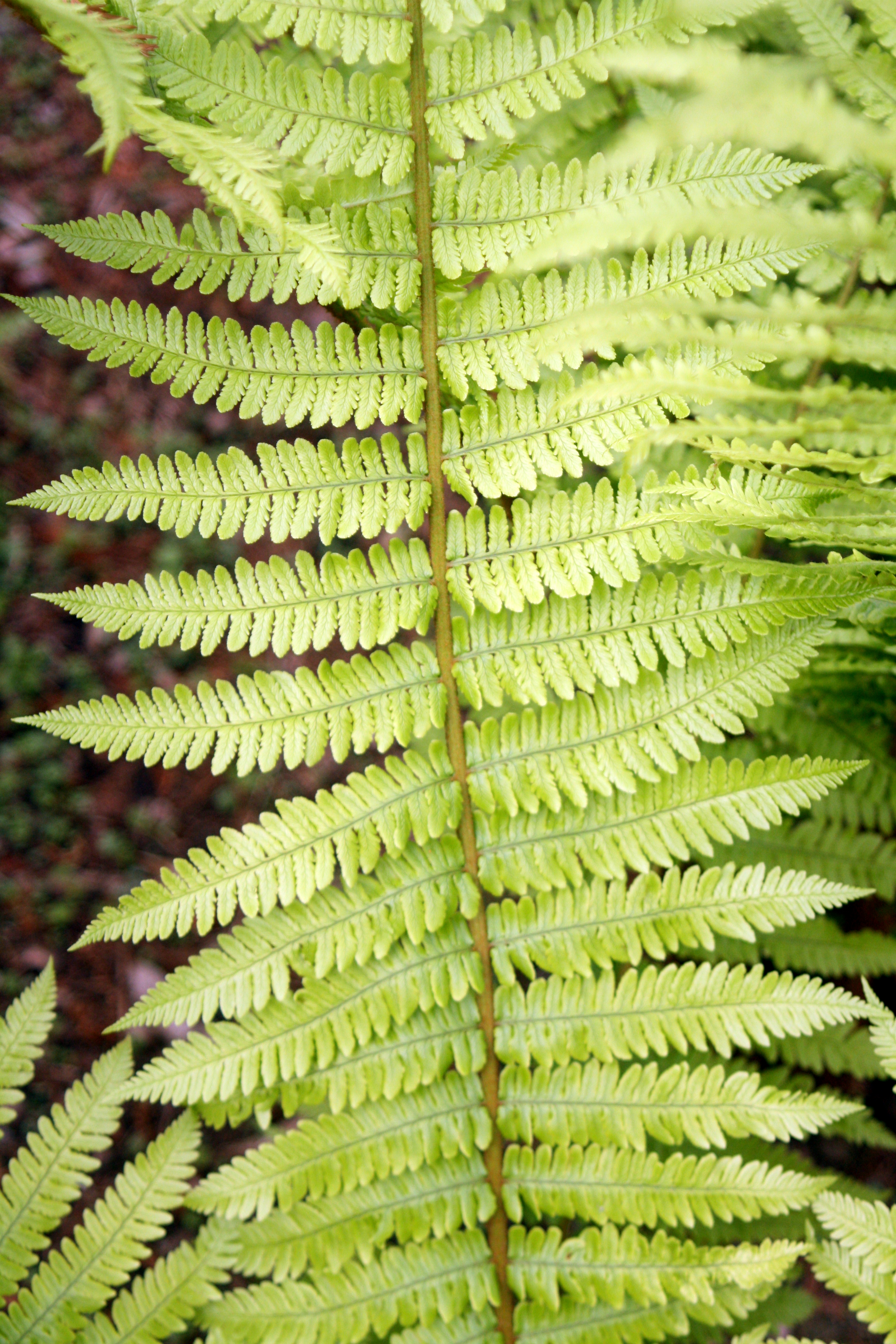
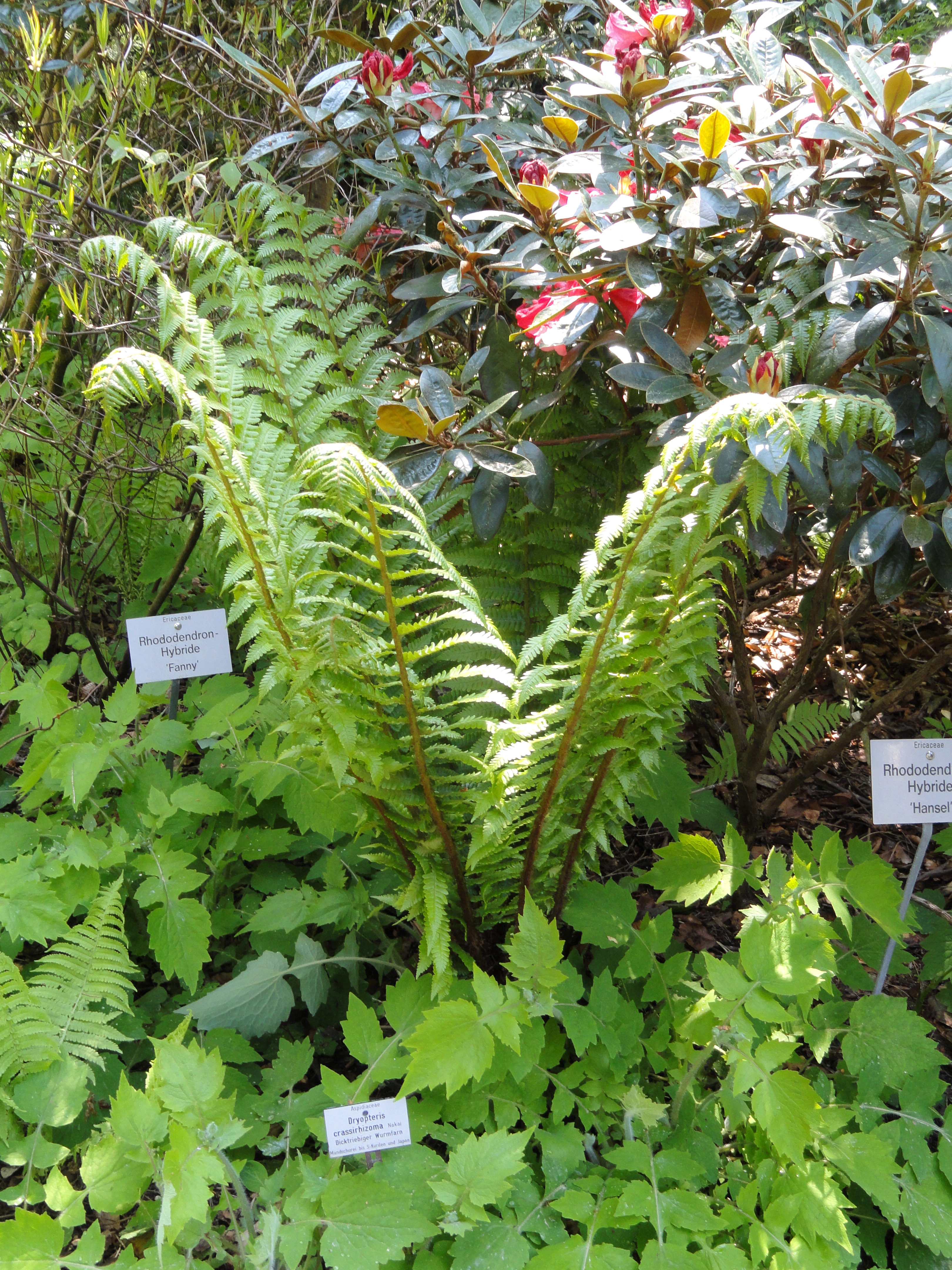
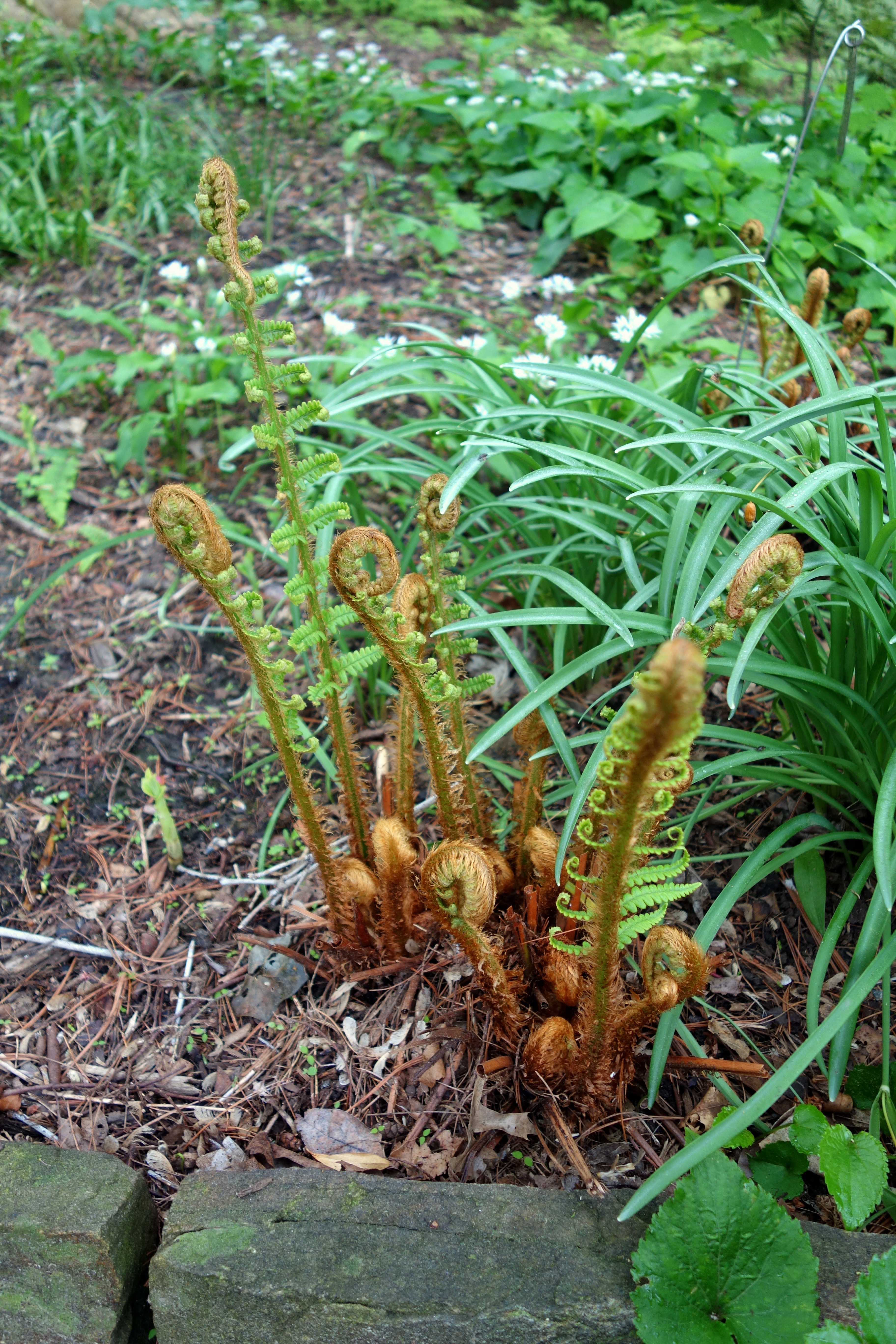